# Bust d'Ankhaf
El Bust d'Ankhaf va ser realitzat per escultors de l'Imperi Antic d'Egipte, durant la dinastia IV i és considerat una obra mestra de l'art egipci. Es tracta de la part superior d'una escultura tallada en calcària policromada, que es conserva al Museu de Belles Arts de Boston.1 El seu número de catàleg és Museum Expedition 27.442.

## Troballa i història
L'escultura, un bust, va ser trobada l'any 1925, durant les excavacions portades a terme per membres de la Universitat Harvard, i del Museu de Belles Arts de Boston a l'interior de la mastaba G7510 del príncipe Ankhaf, situada en el complex de la piràmide de Kheops, que forma part de la necròpolis de Guiza. D'acord amb les pràctica utilitzada en l'època davant la troballa d'un objecte de valor artístic i històric similar, es va col·locar al Museu Egipci del Caire. Després de dos anys, al juny de 1927 el bust va ser donat, com a agraïment al gran treball efectuat pels arqueòlegs i a la descoberta de la tomba intacta de la reina Hetepheres I, tia d'Ankhaf. Zahi Hawass, durant ell seu mandat com cap del Consell Suprem d'Antiguitats egípcies, va exigir la devolució del bust, ja que estava inclòs en una llista de troballes fonamentals de la identitat egípcia junt amb el bust de Nefertiti (Museu Egipci de Berlín), l'estàtua d'Hemiunu (Roemer-und-Pelizaeus-Museu d'Hildesheim), el relleu del Zodíac de Dendera del temple d'Hathor (museu del Louvre) i la Pedra Rosetta (Museu Britànic).

## Descripció

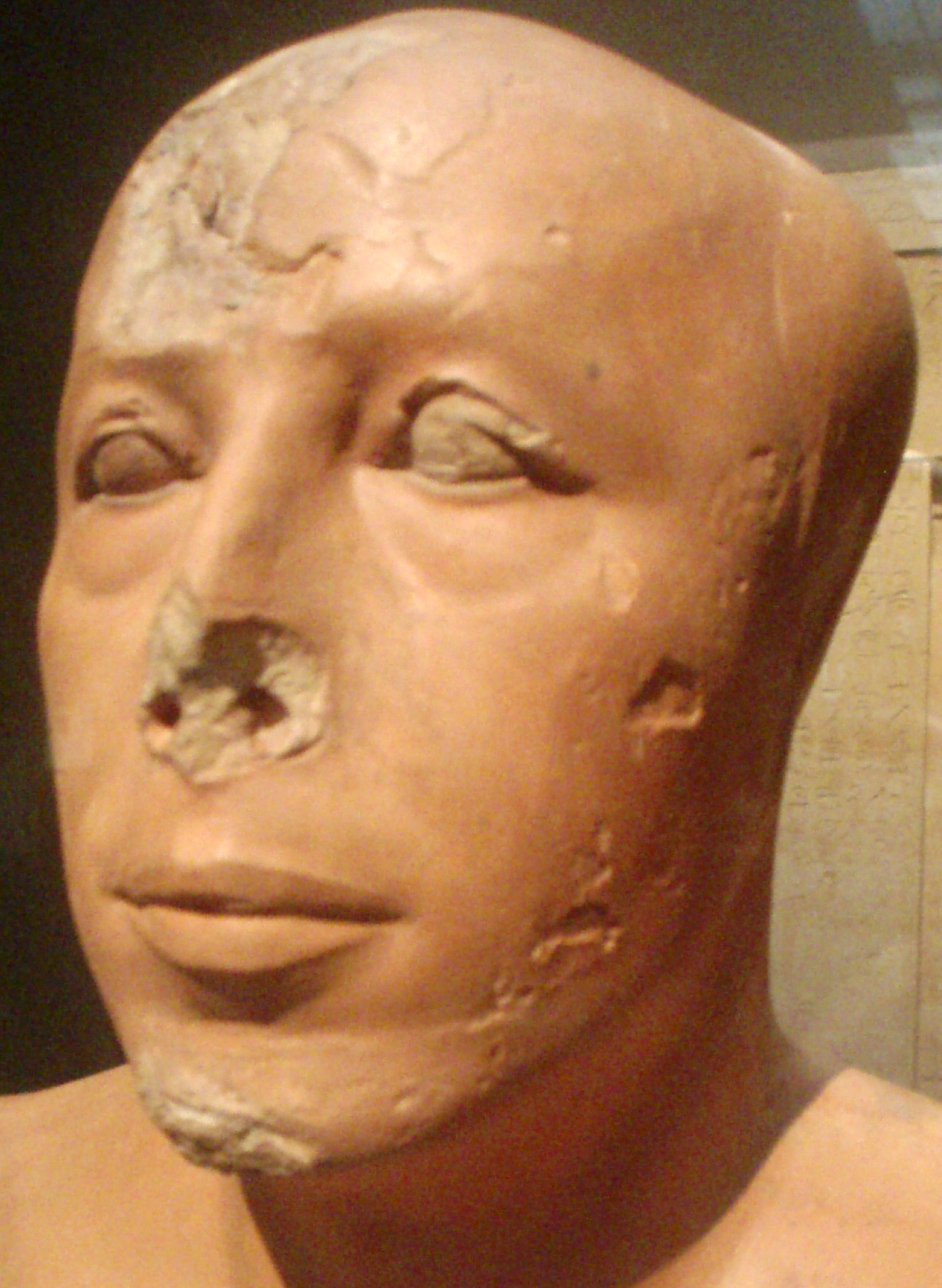
Detall del rostre d'Ankhaf

El bust representa a Ankhaf fill del faraó Snefru de la IV dinastia, germà més jove del faraó Kheops, que va ser djati durant el regnat del seu nebot Khafre, supervisant tots els treballs de Sa Majestat c. 2550 aC i que, a més a més, es va ocupar de la construcció de la Gran Esfinx de Guiza. Va ser descobert a la seva tomba, instal·lat dins d'una petita capella orientada a l'est i davant de la porta de la capella. Els seus braços podien haver estat esculpits a la part baixa del pedestal sobre el que estava assegut, encara que s'han perdut. Era evident que una vegada havia estat el centre d'un culte funerari, amb el bust hi havia diversos petits atuells de ceràmica trencats, del tipus utilitzat per a les ofrenes, quan a l'antiguitat va caure del seu pedestal.
Aquesta obra, que mostra un veritable retrat, -en lloc de representacions estilitzades- són escultures molt rares en l'art de l'antic Egipte, tant abans com després de la creació del bust d'Anjaf. El guix cobreix una part de la pedra calcària, que ha estat pintada de vermell, un color donat comunament als barons, tant en escultura com en relleus -les figures de dones van ser típicament pintades de groc o blanc-. La cara és severa, amb una boca lleugerament irregular, que ho fa aparèixer, d'una banda, com si estigués somrient, i d'una altra, distant i impersonal. N'hi ha una lleugera caiguda de les parpelles, els ulls de les quals van estar una vegada pintats de blanc amb les pupil·les marrons. La figura va arribar a tenir barba i les orelles, que van ser trencades en l'antiguitat, juntament amb part del nas.